# Фаєрмарк Сергій Олександрович
Сергі́й Олекса́ндрович Фаєрмарк (нар. 14 березня 1962, м. Кривий Ріг, Дніпропетровська область) — український політик. Народний депутат України.

## Життєпис

### Освіта
З 1968 по 1979 роки — загальноосвітня середня школа № 73, м. Кривий Ріг;
З 1979 по 1984 роки — Криворізький гірничорудний інститут. Спеціальність: промислове та цивільне будівництво. Інженер-будівельник.

### Трудова діяльність
З липня по серпень 1981 року — слюсар 4-го розряду з ремонту устаткування дробильної фабрики Південного гірничо-збагачувального комбінату;
З 1984 року — майстер по монтажу сталевих труб і залізобетонних конструкцій Кіровоградського спеціалізованого управління № 125 тресту «Кріворізьстальконструкція»;
З 1987 року — бригадир монтажників з монтажу сталевих та залізобетонних конструкцій 6-го розряду Харківського спеціалізованого управління «Стальконструкція» № 127;
З серпня 1987 року — майстер з ремонту технологічного устаткування агломераційного цеху Південного гірничо-збагачувального комбінату;
З січня 1989 року — начальник дільниці капітального ремонту господарських засобів агломераційного цеху;
З 1996 року — головний спеціаліст з маркетингу, ВАТ «Крівбасрудремонт», м. Кривий Ріг;
З 1997 року — заступник директора з економіки підприємства «Рудоуправління ім. Кірова»;
З жовтня 1998 року — заступник директора підприємства «Рудоуправління ім. Кірова» з комерційно-фінансової частини;
З грудня 2000 року — начальник територіального безбалансового відділення філії «Укрсімбанк», м. Кривий Ріг;
З жовтня 2001 року — генеральний директор ВАТ «Стальканат», м. Одеса;
З листопада 2001 року — в.о. голови правління ВАТ «Стальканат», м. Одеса;
З 2002 року — голова правління ВАТ «Стальканат», м. Одеса;
З травня 2002 року — директор ТОВ «Стальканат», м. Одеса;
З серпня 2004 року — в.о. генерального директора ВАТ «Силур», м. Харцизьк;
З грудня 2004 року — голова Ради директорів ТОВ «Індустріально-метизна спілка», м. Одеса;
З березня 2006 року — директор ТОВ "Компанія з управління активами «Теком естет менеджмент», м. Одеса;
З липня 2006 року по 2010 рік — голова Ради директорів ТОВ "Промислово-інвестиційна компанія «Денкер», м. Одеса.

## Політична робота
З 2006 по 2010 роки — депутат Одеської обласної ради V скликання від СПУ.
З 2010 по 2012 роки — депутат Одеської обласної ради VI скликання від політичної партії «Фронт Змін».

## Парламентська діяльність
З 12 грудня 2012 — народний депутат України 7-го скликання від партії Всеукраїнське об'єднання «Батьківщина», № 39 в списку. Перший заступник голови Комітету Верховної Ради з питань промислової та інвестиційної політики, член Спеціальної контрольної комісії з питань приватизації.
Був одним з 59 депутатів, що підписали подання, на підставі якого Конституційний суд України скасував статтю Кримінального колексу України про незаконне збагачення, що зобов'язувала держслужбовців давати пояснення про джерела їх доходів і доходів членів їх сімей. Кримінальну відповідальність за незаконне збагачення в Україні запровадили у 2015 році. Це було однією з вимог ЄС на виконання Плану дій з візової лібералізації, а також одним із зобов'язань України перед МВФ, закріпленим меморандумом.

## Сімейний стан
Одружений, має сина.

## Джерело
- Офіційний портал